# Tween
Tween je komerční označení pro chemickou látku, která je schválena v EU a ČR jako aditivum s charakterem emulgátoru, disperzního činidla či stabilizátoru. V potravinářské ale i biologické praxi, kde se používá do roztoků při povrchové sterilizaci, se používá několik typů Tweenů. Jedná se o Tween 20 (polyoxyethylensorbitanmonolaurát), Tween 40 (polyoxyethylensorbitanmonopalmitát), Tween 60 (polyoxyethylensorbitanmonostearát), Tween 65 (polyoxyethylensorbitantristearát) a Tween 80 (polyoxyethylensorbitanmonooleát). Tyto látky mohou být podle legislativy ČR živočišného původu. Vzhledem k tomu, že jsou legislativně schváleny jako aditiva, jsou jim přiřazeny mezinárodní zkratky s číslem E.

## E zkratky pro látky typu Tween
- Tween 20 = E 432
- Tween 40 = E 434
- Tween 60 = E 435
- Tween 65 = E 436
- Tween 80 = E 433